# Толстяков Павло Нилович
Павло́ Ни́лович Толстяко́в (* 16 грудня (28 грудня) 1880, Москва — † 25 травня 1938) — український оперний композитор, хоровий диригент. Фольклорист.

## Біографія
Закінчив Петербурзьку консерваторію.
Хормейстер Маріїнського (з 1912), Харківського (1921 — 1933) й Одеського (з 1933) оперних театрів.
У його творчому доробку хорові композиції («Пісня кузні»), твори для фортепіано, обробка 20 українських народних пісень. Автор музики до кінофільмів: «Злива» (1929), «Перекоп» (1930), «Коліївщина» (1931), «Прометей» (1936, у співавторстві з А. Баланчивадзе) та інше.